# Montdragon
Montdragon est une commune française située dans le département du Tarn, en région Occitanie. Les habitants sont appelés les montdragonaises et les montdragonais. Sur le plan historique et culturel, la commune est dans le Castrais, un territoire essentiellement agricole, entre la rive droite de l'Agout au sud et son affluent, le Dadou, au nord.
Exposée à un climat océanique altéré, elle est drainée par le Dadou, le ruisseau de Lézert et par divers autres petits cours d'eau. La commune possède un patrimoine naturel remarquable composé de trois zones naturelles d'intérêt écologique, faunistique et floristique.
Montdragon est une commune rurale qui compte 613 habitants en 2022, après avoir connu une forte hausse de la population depuis 1968.  Elle fait partie de l'aire d'attraction d'Albi. Ses habitants sont appelés les Montdragonais ou  Montdragonaises.

## Géographie

### Localisation
La commune de Montdragon est située dans le canton de Plaine de l'Agoût et dans l'arrondissement de Castres, à mi-distance entre Castres au sud et Albi au nord, à l'est de Graulhet, dans la vallée du Dadou.

### Communes limitrophes
Les communes limitrophes sont  Graulhet, Labessière-Candeil, Laboutarie, Saint-Genest-de-Contest, Saint-Julien-du-Puy et Sieurac.
| Labessière-Candeil | Sieurac             | Laboutarie              |
| Graulhet           | Montdragon          | Saint-Genest-de-Contest |
|                    | Saint-Julien-du-Puy |                         |

### Géologie et relief
La superficie de la commune est de 1 219 hectares. L'altitude varie entre 159 et 302 mètres.
Montdragon se situe en zone de sismicité 1 (sismicité très faible).

### Hydrographie
Le Dadou traverse la commune d'est en ouest. Il en constitue également une partie des limites territoriales nord-est et sud-ouest. Plusieurs de ses affluents sont également présents sur la commune, d'est en ouest :
- le ruisseau de Lézert (rive gauche) vient du sud en se dirigeant vers le nord et constitue une partie de la limite territoriale nord-est de la commune. Il conflue au tripoint entre Montdragon, Laboutarie et Saint-Genest-de-Contest ;
- le ruisseau de Rival (rive gauche), qui prend sa source au sud sur la commune et se dirige vers le nord où il conflue dans le Dadou ;
- le ruisseau de Las Bals (rive gauche), qui prend sa source au sud sur la commune de Saint-Julien-du-Puy et se dirige vers le nord où il conflue dans le Dadou ;
- le ruisseau de Fontbéal (rive gauche), qui prend sa source au sud sur la commune de Saint-Julien-du-Puy et se dirige vers le nord où il conflue dans le Dadou, tout en constituant une limite sud-ouest du territoire de la commune ;
- le ruisseau du Bouquedaze (rive droite), qui prend sa source au nord sur la commune et se dirige vers le sud où il conflue dans le Dadou.

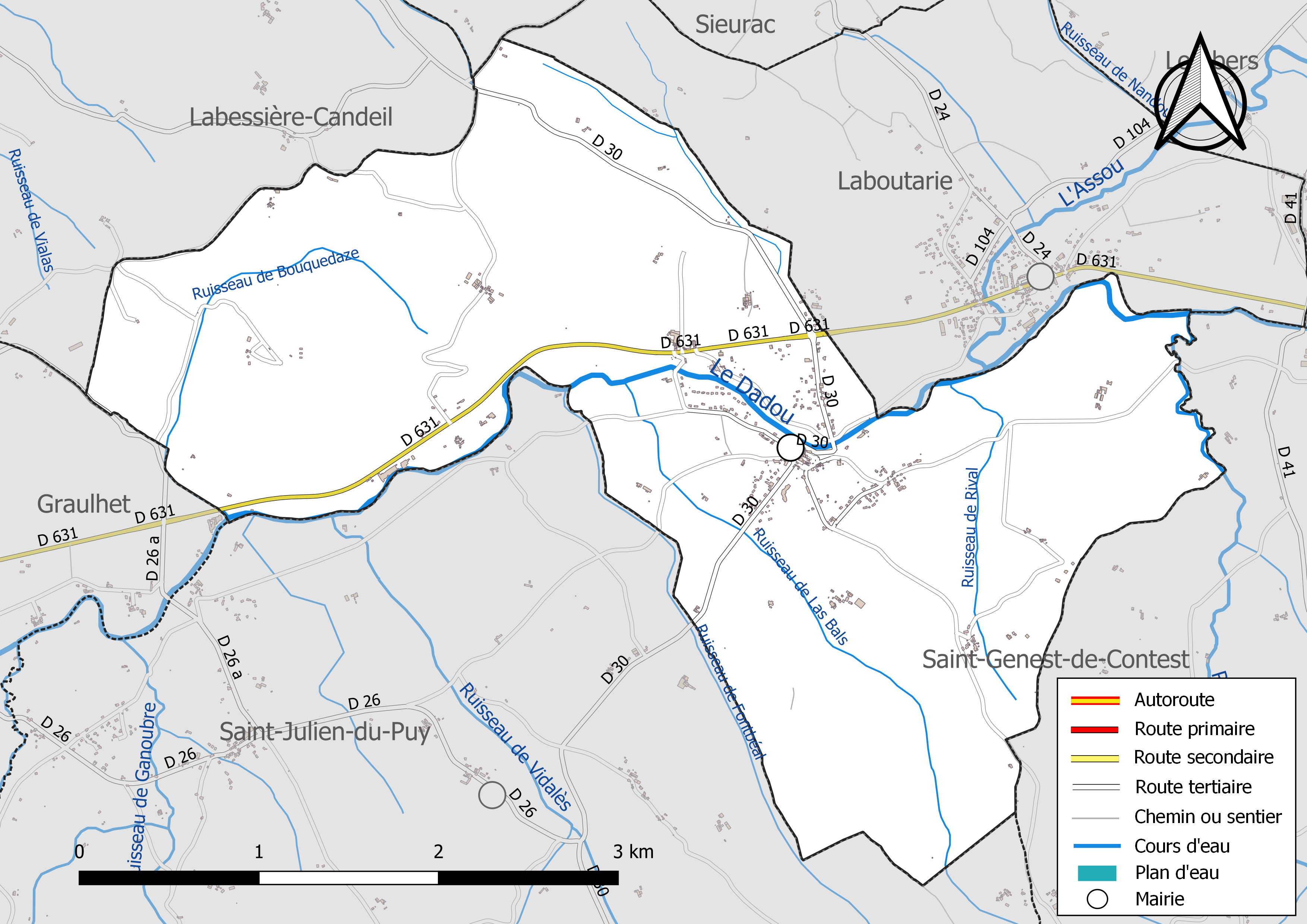
Réseaux hydrographique et routier de Montdragon.

### Voies de communication et transports
La commune de Montdragon est traversée par la route départementale D 631, en provenance à l'ouest de Graulhet et en direction à l'est de Réalmont. Sur son territoire se fait également la jonction de cette route avec la D 30, en provenance de Saint-Julien-du-Puy, au sud.
La commune est desservie par des lignes régulières du réseau régional liO : la ligne 705 la relie à Lavaur et à Albi ; la ligne 715 la relie à Graulhet et à Montredon-Labessonnié.

### Climat
Pour des articles plus généraux, voir Climat de l'Occitanie et Climat du Tarn.
En 2010, le climat de la commune est de type climat du Bassin du Sud-Ouest, selon une étude du Centre national de la recherche scientifique s'appuyant sur une série de données couvrant la période 1971-2000. En 2020, Météo-France publie une typologie des climats de la France métropolitaine dans laquelle la commune est exposée à un climat océanique altéré et est dans la région climatique Aquitaine, Gascogne, caractérisée par une pluviométrie abondante au printemps, modérée en automne, un faible ensoleillement au printemps, un été chaud (19,5 °C), des vents faibles, des brouillards fréquents en automne et en hiver et des orages fréquents en été (15 à 20 jours).
Pour la période 1971-2000, la température annuelle moyenne est de 13,1 °C, avec une amplitude thermique annuelle de 15,9 °C. Le cumul annuel moyen de précipitations est de 823 mm, avec 9,7 jours de précipitations en janvier et 5,9 jours en juillet. Pour la période 1991-2020, la température moyenne annuelle observée sur la station météorologique de Météo-France la plus proche, « Albi », sur la commune du Sequestre à 16 km à vol d'oiseau, est de 13,8 °C et le cumul annuel moyen de précipitations est de 733,9 mm. 
La température maximale relevée sur cette station est de 42,3 °C, atteinte le 23 août 2023 ; la température minimale est de −20,4 °C, atteinte le 16 janvier 1985,,.
Les paramètres climatiques de la commune ont été estimés pour le milieu du siècle (2041-2070) selon différents scénarios d'émission de gaz à effet de serre à partir des nouvelles projections climatiques de référence DRIAS-2020. Ils sont consultables sur un site dédié publié par Météo-France en novembre 2022.

### Milieux naturels et biodiversité
L’inventaire des zones naturelles d'intérêt écologique, faunistique et floristique (ZNIEFF) a pour objectif de réaliser une couverture des zones les plus intéressantes sur le plan écologique, essentiellement dans la perspective d’améliorer la connaissance du patrimoine naturel national et de fournir aux différents décideurs un outil d’aide à la prise en compte de l’environnement dans l’aménagement du territoire.
Deux ZNIEFF de type 1 sont recensées sur la commune :
la « butte des Abeillous et travers de St-Julien-du-Puy » (165 ha), couvrant 4 communes du département, et 
les « coteaux secs du causse et de la Rougeanelle » (797 ha), couvrant 6 communes du département
et une ZNIEFF de type 2, : 
les « coteaux de Graulhet à Lautrec » (4 965 ha), couvrant 7 communes du département.

Carte des ZNIEFF de type 1 et 2 à Montdragon.
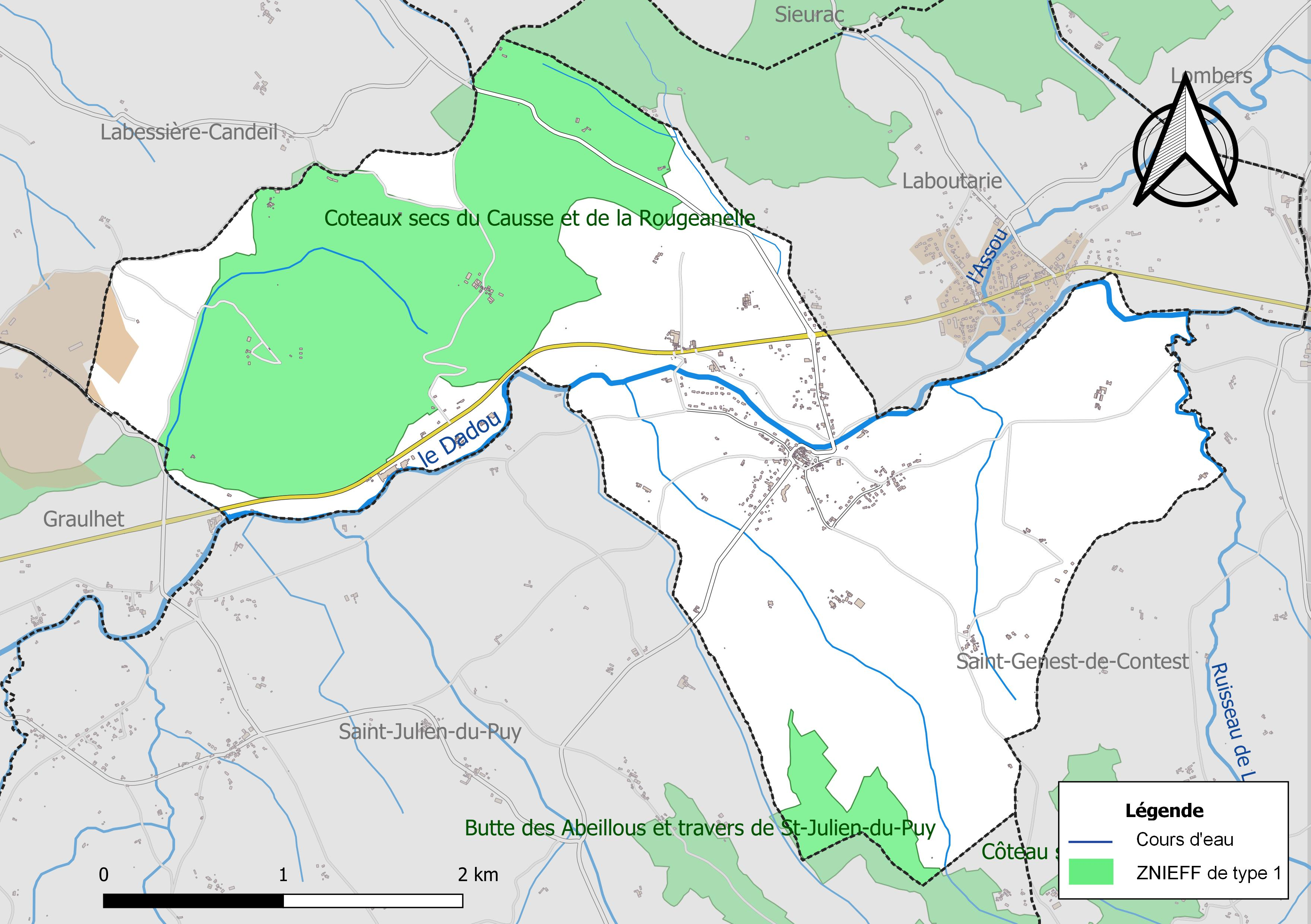
Carte des ZNIEFF de type 1 sur la commune.
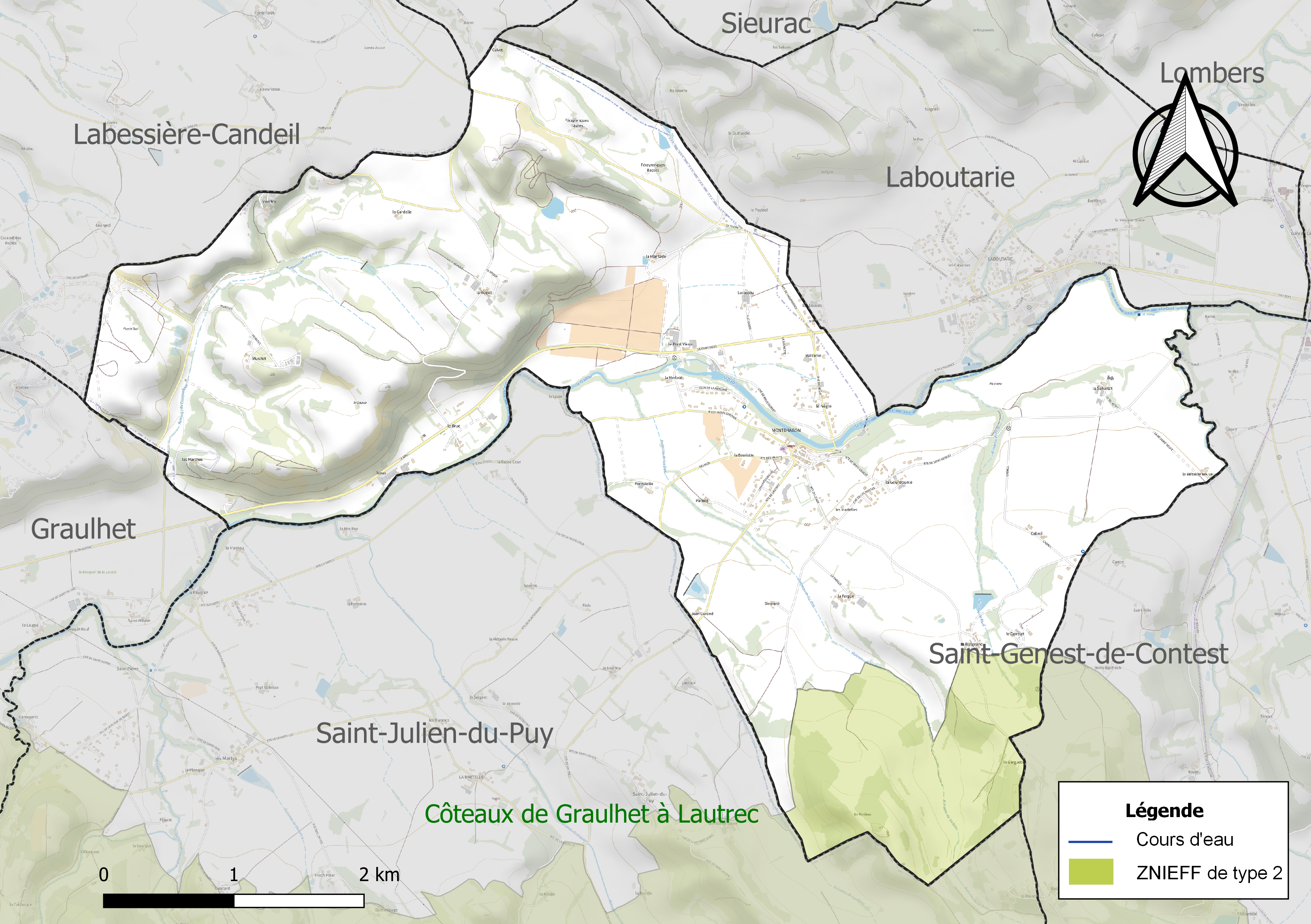
Carte de la ZNIEFF de type 2 sur la commune.

## Urbanisme

### Typologie
Au 1er janvier 2024, Montdragon est catégorisée commune rurale à habitat dispersé, selon la nouvelle grille communale de densité à sept niveaux définie par l'Insee en 2022.
Elle est située hors unité urbaine. Par ailleurs la commune fait partie de l'aire d'attraction d'Albi, dont elle est une commune de la couronne,. Cette aire, qui regroupe 91 communes, est catégorisée dans les aires de 50 000 à moins de 200 000 habitants,.

### Occupation des sols
L'occupation des sols de la commune, telle qu'elle ressort de la base de données européenne d’occupation biophysique des sols Corine Land Cover (CLC), est marquée par l'importance des territoires agricoles (96,7 % en 2018), en diminution par rapport à 1990 (100 %). La répartition détaillée en 2018 est la suivante : 
terres arables (60,5 %), zones agricoles hétérogènes (33 %), mines, décharges et chantiers (3,3 %), cultures permanentes (3,2 %). L'évolution de l’occupation des sols de la commune et de ses infrastructures peut être observée sur les différentes représentations cartographiques du territoire : la carte de Cassini (XVIIIe siècle), la carte d'état-major (1820-1866) et les cartes ou photos aériennes de l'IGN pour la période actuelle (1950 à aujourd'hui).

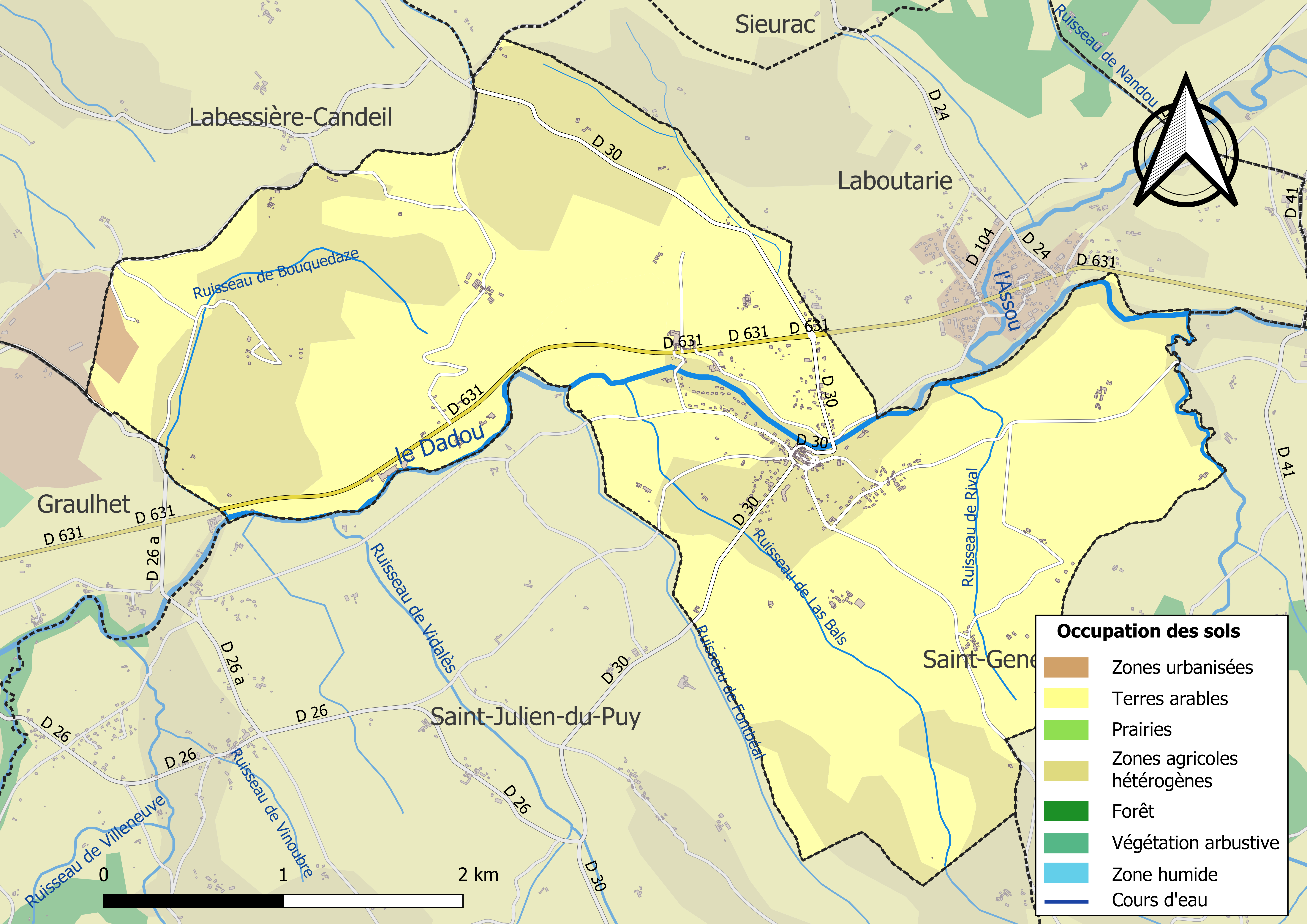
Carte des infrastructures et de l'occupation des sols de la commune en 2018 (CLC).

### Risques majeurs
Le territoire de la commune de Montdragon est vulnérable à différents aléas naturels : météorologiques (tempête, orage, neige, grand froid, canicule ou sécheresse), inondations, mouvements de terrains et séisme (sismicité très faible). Il est également exposé à deux risques technologiques,  le transport de matières dangereuses et  le risque industriel. Un site publié par le BRGM permet d'évaluer simplement et rapidement les risques d'un bien localisé soit par son adresse soit par le numéro de sa parcelle.

#### Risques naturels
Certaines parties du territoire communal sont susceptibles d’être affectées par le risque d’inondation par débordement de cours d'eau, notamment le Dadou et le ruisseau de Lézert. La cartographie des zones inondables en ex-Midi-Pyrénées réalisée dans le cadre du XIe Contrat de plan État-région, visant à informer les citoyens et les décideurs sur le risque d’inondation, est accessible sur le site de la DREAL Occitanie. La commune a été reconnue en état de catastrophe naturelle au titre des dommages causés par les inondations et coulées de boue survenues en 1982, 1992, 1993 et 2020,.
Montdragon est exposée au risque de feu de forêt. En 2022, il n'existe pas de Plan de Prévention des Risques incendie de forêt (PPRif). Le débroussaillement aux abords des maisons constitue l’une des meilleures protections pour les particuliers contre le feu,.

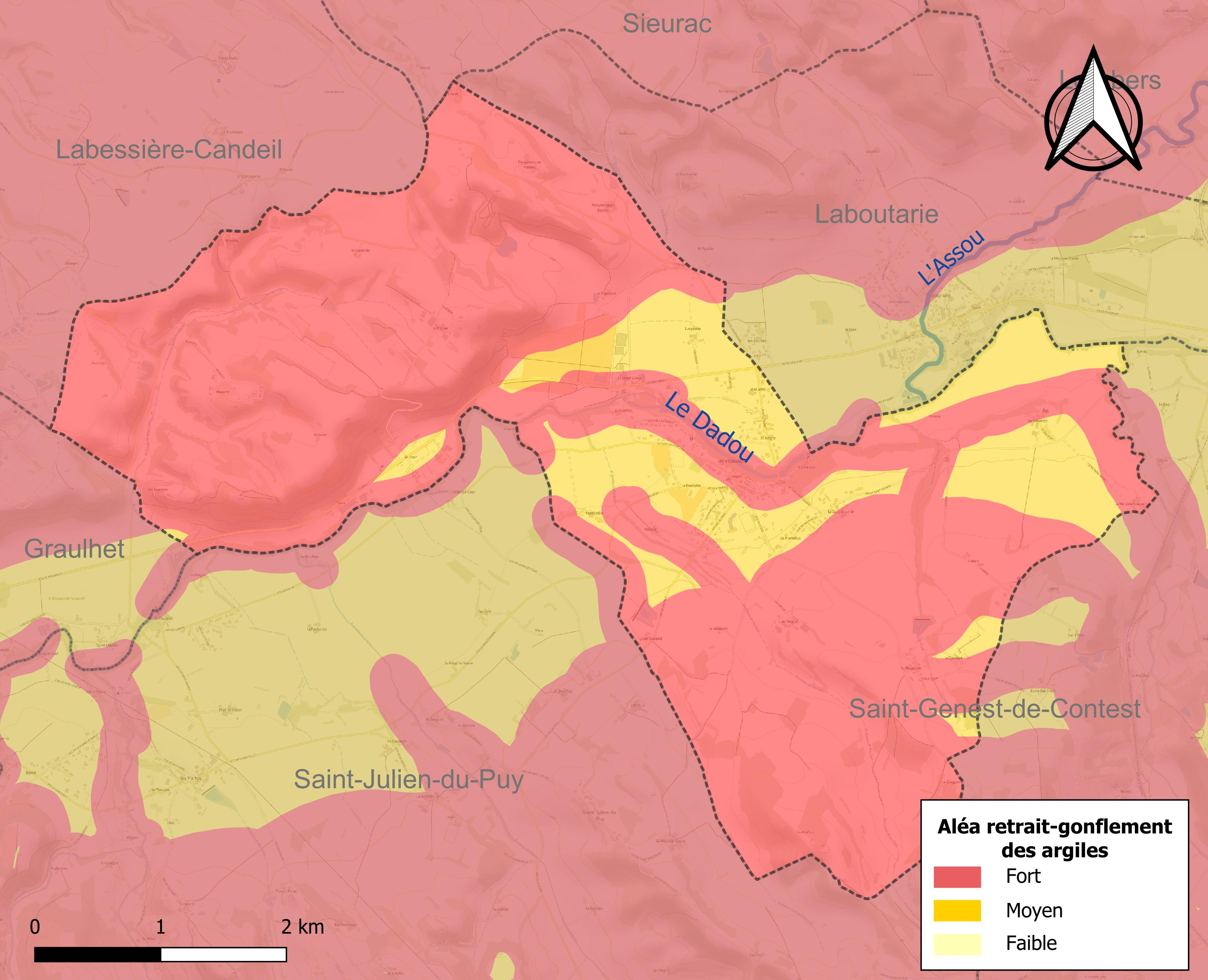
Carte des zones d'aléa retrait-gonflement des sols argileux de Montdragon.

La commune est vulnérable au risque de mouvements de terrains constitué principalement du retrait-gonflement des sols argileux. Cet aléa est susceptible d'engendrer des dommages importants aux bâtiments en cas d’alternance de périodes de sécheresse et de pluie. La totalité de la commune est en aléa moyen ou fort (76,3 % au niveau départemental et 48,5 % au niveau national). Sur les 241 bâtiments dénombrés sur la commune en 2019, 241 sont en aléa moyen ou fort, soit 100 %, à comparer aux 90 % au niveau départemental et 54 % au niveau national. Une cartographie de l'exposition du territoire national au retrait gonflement des sols argileux est disponible sur le site du BRGM,.
Par ailleurs, afin de mieux appréhender le risque d’affaissement de terrain, l'inventaire national des cavités souterraines permet de localiser celles situées sur la commune.

#### Risques technologiques
La commune est exposée au risque industriel du fait de la présence sur son territoire d'une entreprise soumise à la directive européenne SEVESO.
Le risque de transport de matières dangereuses sur la commune est lié à sa traversée par des infrastructures routières ou ferroviaires importantes ou la présence d'une canalisation de transport d'hydrocarbures. Un accident se produisant sur de telles infrastructures est susceptible d’avoir des effets graves sur les biens, les personnes ou l'environnement, selon la nature du matériau transporté. Des dispositions d’urbanisme peuvent être préconisées en conséquence.

## Histoire

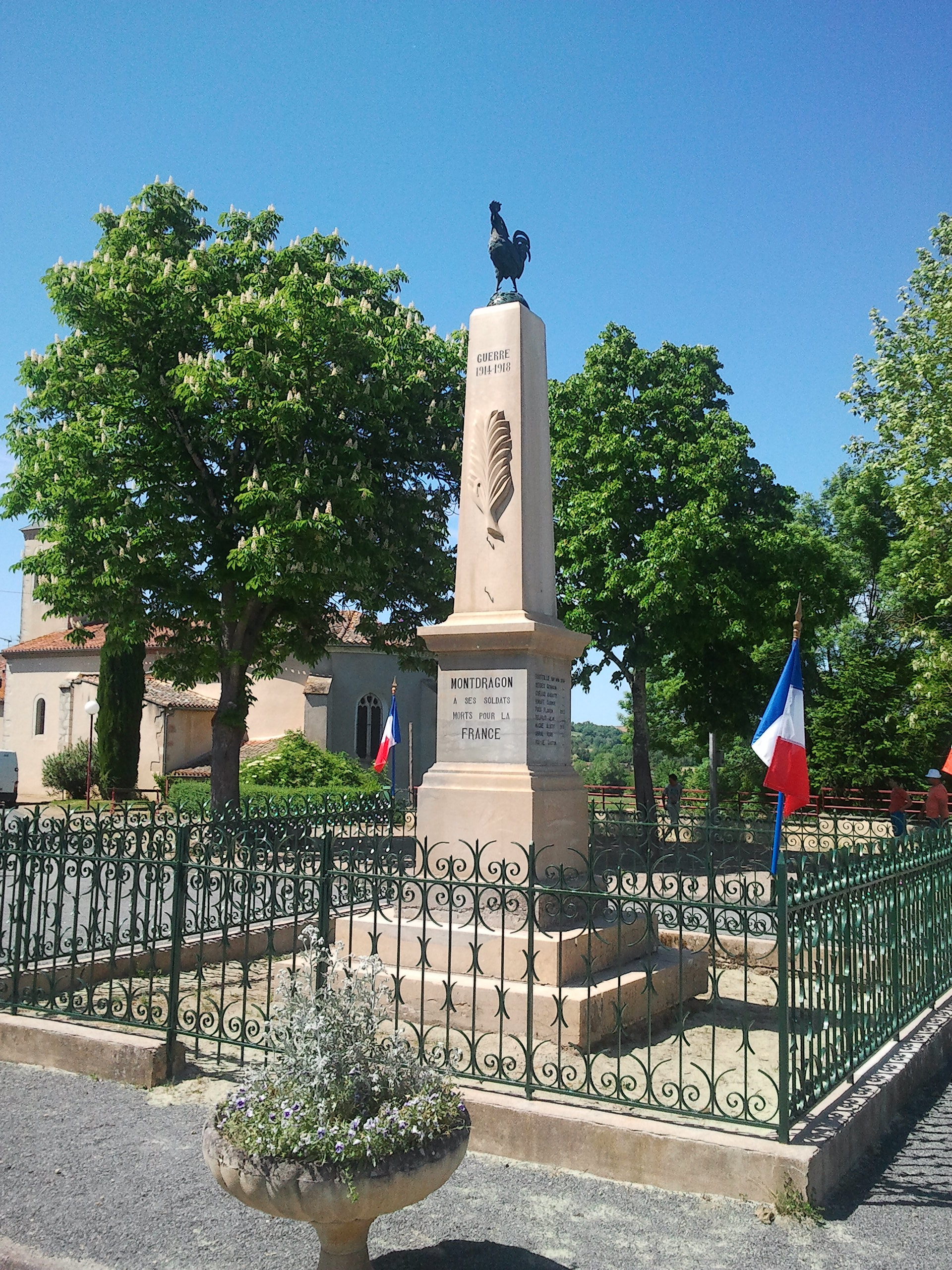
Le monument aux morts.

La commune de Montdragon a absorbé la commune du Bruc en 1831.

## Politique et administration

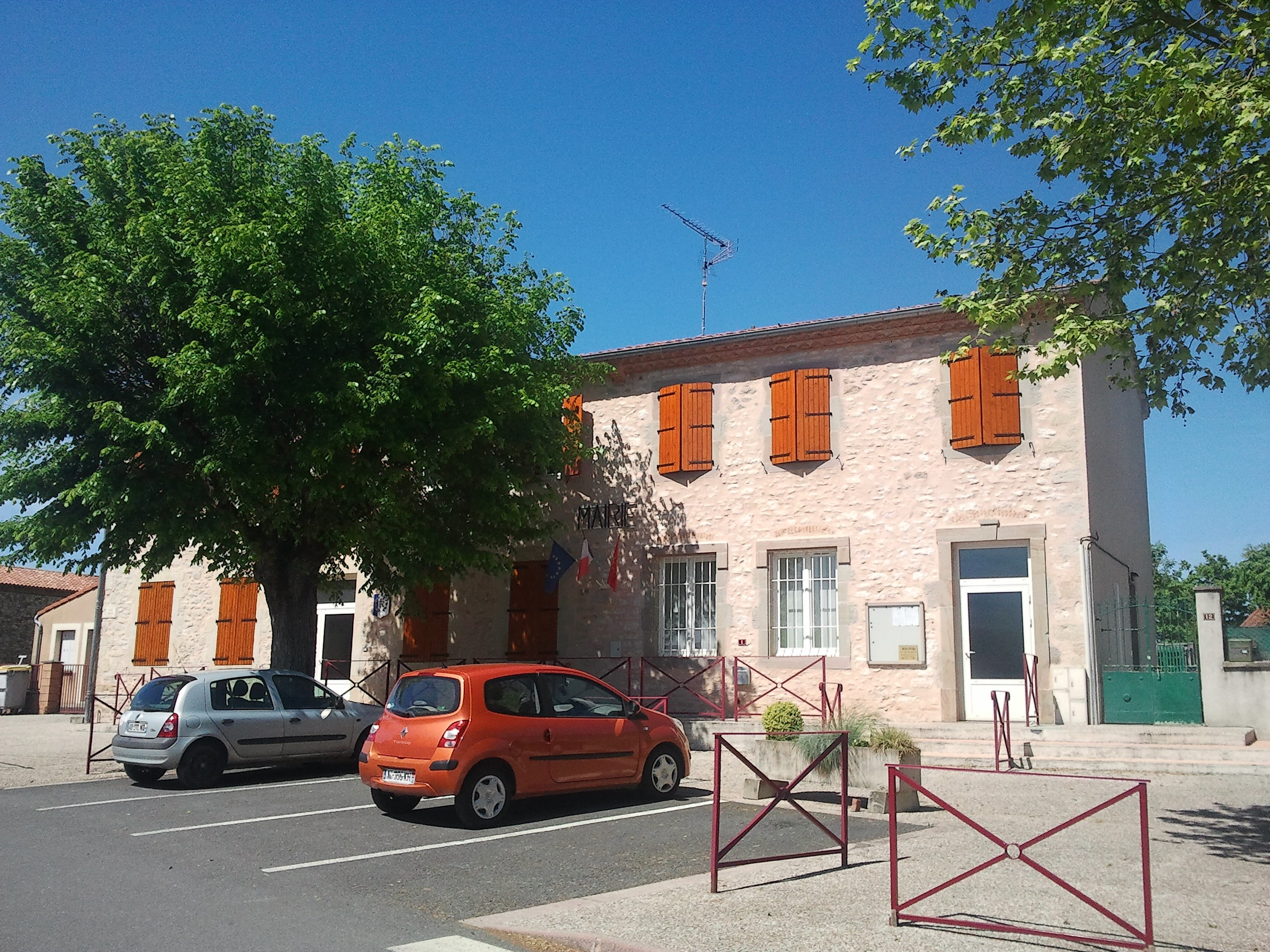
La mairie de Montdragon.

### Canton
En 1793, la commune de Montdragon fait déjà partie du canton de Lautrec, dans lequel elle demeure par la suite.
À compter des élections départementales de 2015, la commune rejoint le nouveau canton de Plaine de l'Agoût.

### Liste des maires
| Période                                  | Période   | Identité                       | Étiquette | Qualité                                                          |
| ---------------------------------------- | --------- | ------------------------------ | --------- | ---------------------------------------------------------------- |
| 1790                                     | 1824      | Barthélemy Vaïsse (Le Bruc)    |           |                                                                  |
| 1824                                     | 1831      | Antoine Vaïsse (Le Bruc)       |           |                                                                  |
| 1789                                     | 1790      | Jacques Mauriès                |           | Premier Consul.                                                  |
| 1790                                     | 1792      | D. Viguier Latour Delbosq      |           |                                                                  |
| 1792                                     | 1797      | Pierre Carayon                 |           |                                                                  |
| 1797                                     | 1800      | Joseph Elie Latour             |           |                                                                  |
| 1800                                     | 1802      | Jean-Jacques Bonnet fils       |           |                                                                  |
| 1802                                     | 1829      | Joseph Viguier Latour Delbosq  |           |                                                                  |
| 1829                                     | 1848      | D. Viguier Latour Delbosq      |           |                                                                  |
| 1848                                     | 1849      | Jean Pierre Marty              |           |                                                                  |
| 1849                                     | 1867      | Maurice Viguier Latour Delbosq |           |                                                                  |
| 1867                                     | 1870      | François Auriol                |           |                                                                  |
| 1870                                     | 1871      | Antoine Lafon                  |           | Adjoint, remplace le maire décédé.                               |
| 1871                                     | 1876      | Emile Viguier Latour Delbosq   |           |                                                                  |
| 1876                                     | 1894      | Charles Cormouls               |           |                                                                  |
| 1894                                     | 1925      | Pierre Rolland                 |           |                                                                  |
| 1925                                     | 1931      | Nestor Jammes                  |           |                                                                  |
| 1931                                     | 1944      | Albert Desplats                |           |                                                                  |
| 1944                                     | 1959      | Louis Cadars                   |           | Délégué provisoire de la commission spéciale. Élu maire en 1945. |
| 1959                                     | 1971      | Gilbert Astruc                 |           |                                                                  |
| 1971                                     | 1977      | Jacques Paulin                 |           |                                                                  |
| 1977                                     |           | Roger Dauzats                  |           | Agriculteur                                                      |
| mars 2001                                | mars 2014 | Roger Dauzats                  |           | Agriculteur                                                      |
| mars 2014                                | En cours  | Gilbert Vernhes                |           |                                                                  |
| Les données manquantes sont à compléter. |           |                                |           |                                                                  |

## Population et société

### Démographie
| 1793 | 1800 | 1806 | 1821 | 1831 | 1836 | 1841 | 1846 | 1851 |
| ---- | ---- | ---- | ---- | ---- | ---- | ---- | ---- | ---- |
| 385  | 394  | 415  | 432  | 620  | 682  | 687  | 686  | 640  |

| 1856 | 1861 | 1866 | 1872 | 1876 | 1881 | 1886 | 1891 | 1896 |
| ---- | ---- | ---- | ---- | ---- | ---- | ---- | ---- | ---- |
| 634  | 609  | 586  | 576  | 593  | 625  | 578  | 561  | 509  |

| 1901 | 1906 | 1911 | 1921 | 1926 | 1931 | 1936 | 1946 | 1954 |
| ---- | ---- | ---- | ---- | ---- | ---- | ---- | ---- | ---- |
| 527  | 514  | 502  | 427  | 423  | 389  | 355  | 351  | 400  |

| 1962 | 1968 | 1975 | 1982 | 1990 | 1999 | 2006 | 2011 | 2016 |
| ---- | ---- | ---- | ---- | ---- | ---- | ---- | ---- | ---- |
| 383  | 366  | 371  | 386  | 411  | 419  | 574  | 613  | 620  |

| 2021 | 2022 | - | - | - | - | - | - | - |
| ---- | ---- | - | - | - | - | - | - | - |
| 616  | 613  | - | - | - | - | - | - | - |

### Enseignement

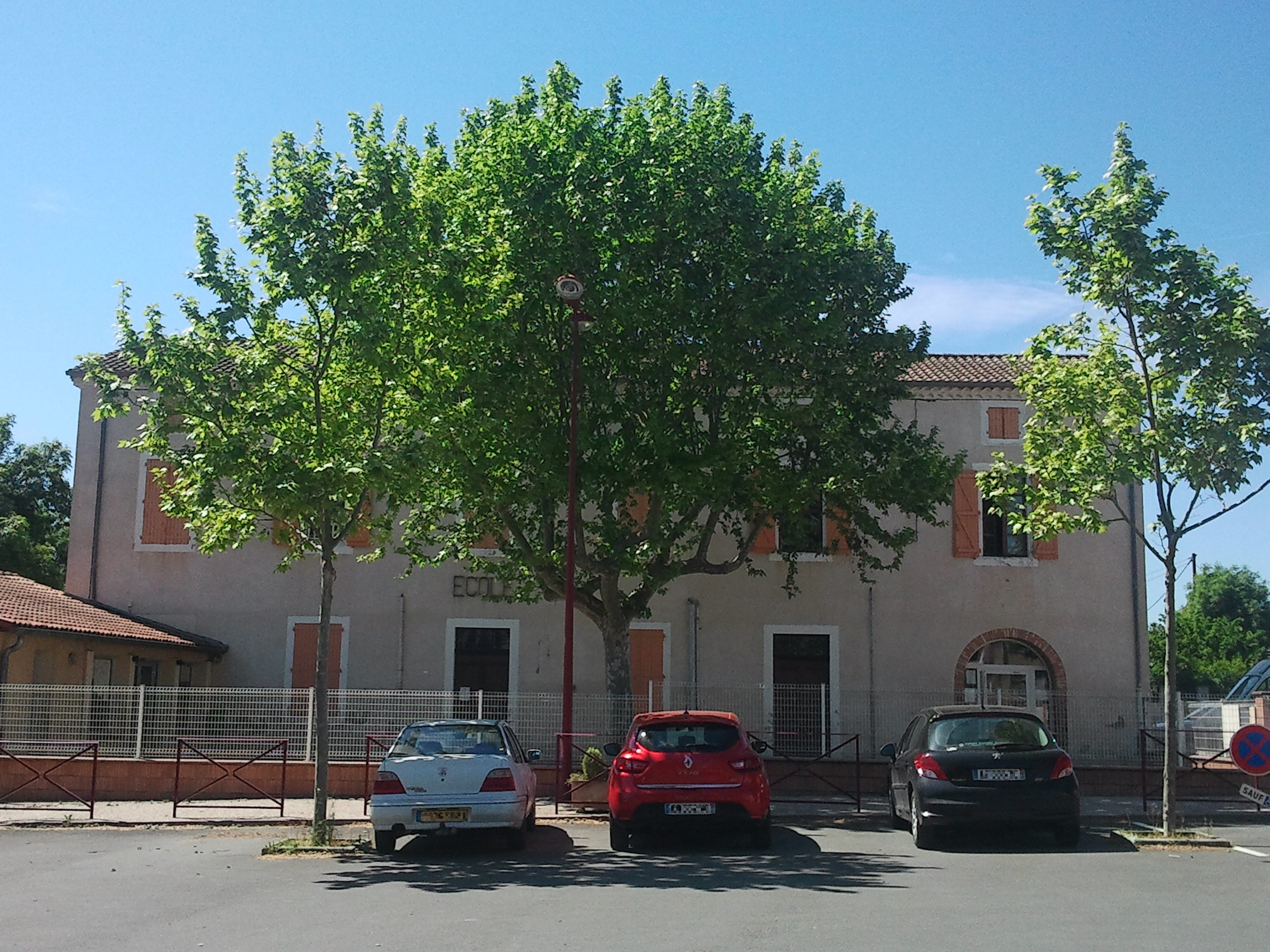
L'école.

Montdragon dispose d'une école maternelle publique qui accueille 53 élèves en 2015.

## Économie

### Revenus
En 2018, la commune compte 219 ménages fiscaux, regroupant 539 personnes. La médiane du revenu disponible par unité de consommation est de 19 850 € (20 400 € dans le département).

### Emploi
|                | 2008  | 2013  | 2018  |
| -------------- | ----- | ----- | ----- |
| Commune        | 8 %   | 8,8 % | 9,8 % |
| Département    | 8,2 % | 9,9 % | 10 %  |
| France entière | 8,3 % | 10 %  | 10 %  |

En 2018, la population âgée de 15 à 64 ans s'élève à 371 personnes, parmi lesquelles on compte 75,5 % d'actifs (65,7 % ayant un emploi et 9,8 % de chômeurs) et 24,5 % d'inactifs,. Depuis 2008, le taux de chômage communal (au sens du recensement) des 15-64 ans est inférieur à celui de la France et du département.
La commune fait partie de la couronne de l'aire d'attraction d'Albi, du fait qu'au moins 15 % des actifs travaillent dans le pôle,. Elle compte 149 emplois en 2018, contre 160 en 2013 et 138 en 2008. Le nombre d'actifs ayant un emploi résidant dans la commune est de 244, soit un indicateur de concentration d'emploi de 61,2 % et un taux d'activité parmi les 15 ans ou plus de 54,1 %.
Sur ces 244 actifs de 15 ans ou plus ayant un emploi, 52 travaillent dans la commune, soit 21 % des habitants. Pour se rendre au travail, 89,2 % des habitants utilisent un véhicule personnel ou de fonction à quatre roues, 0,8 % les transports en commun, 5,4 % s'y rendent en deux-roues, à vélo ou à pied et 4,5 % n'ont pas besoin de transport (travail au domicile).

### Activités hors agriculture
40 établissements sont implantés  à Montdragon au 31 décembre 2019. Le tableau ci-dessous en détaille le nombre par secteur d'activité et compare les ratios avec ceux du département,.
| Secteur d'activité                                                                                        | Commune | Commune | Département |
| Secteur d'activité                                                                                        | Nombre  | %       | %           |
| --- | ------- | ------- | ----------- |
| Ensemble                                                                                                  | 40      |         |             |
| Industrie manufacturière, industries extractives et autres                                                | 9       | 22,5 %  | (13 %)      |
| Construction                                                                                              | 1       | 2,5 %   | (12,5 %)    |
| Commerce de gros et de détail, transports, hébergement et restauration                                    | 11      | 27,5 %  | (26,7 %)    |
| Activités financières et d'assurance                                                                      | 4       | 10 %    | (3,3 %)     |
| Activités spécialisées, scientifiques et techniques et activités de services administratifs et de soutien | 1       | 2,5 %   | (13,8 %)    |
| Administration publique, enseignement, santé humaine et action sociale                                    | 5       | 12,5 %  | (15,5 %)    |
| Autres activités de services                                                                              | 9       | 22,5 %  | (9 %)       |

Le secteur du commerce de gros et de détail, des transports, de l'hébergement et de la restauration est prépondérant sur la commune puisqu'il représente 27,5 % du nombre total d'établissements de la commune (11 sur les 40 entreprises implantées  à Montdragon), contre 26,7 % au niveau départemental.

### Agriculture
La commune est dans la « plaine de l'Albigeois et du Castrais », une petite région agricole occupant le centre du département du Tarn. En 2020, l'orientation technico-économique de l'agriculture  sur la commune est la polyculture et/ou le polyélevage. 
|               | 1988  | 2000 | 2010 | 2020 |
| ------------- | ----- | ---- | ---- | ---- |
| Exploitations | 34    | 17   | 18   | 14   |
| SAU (ha)      | 1 044 | 854  | 811  | 779  |

Le nombre d'exploitations agricoles en activité et ayant leur siège dans la commune est passé de 34 lors du recensement agricole de 1988  à 17 en 2000 puis à 18 en 2010 et enfin à 14 en 2020, soit une baisse de 59 % en 32 ans. Le même mouvement est observé à l'échelle du département qui a perdu pendant cette période 58 % de ses exploitations,. La surface agricole utilisée sur la commune a également diminué, passant de 1 044 ha en 1988 à 779 ha en 2020. Parallèlement la surface agricole utilisée moyenne par exploitation a augmenté, passant de 31 à 56 ha.

## Culture locale et patrimoine

### Lieux et monuments
- Le vieux village ;
- le château ;
- Église Saint-Pierre de Montdragon.
- le pigeonnier situé à proximité de la maison de retraite.

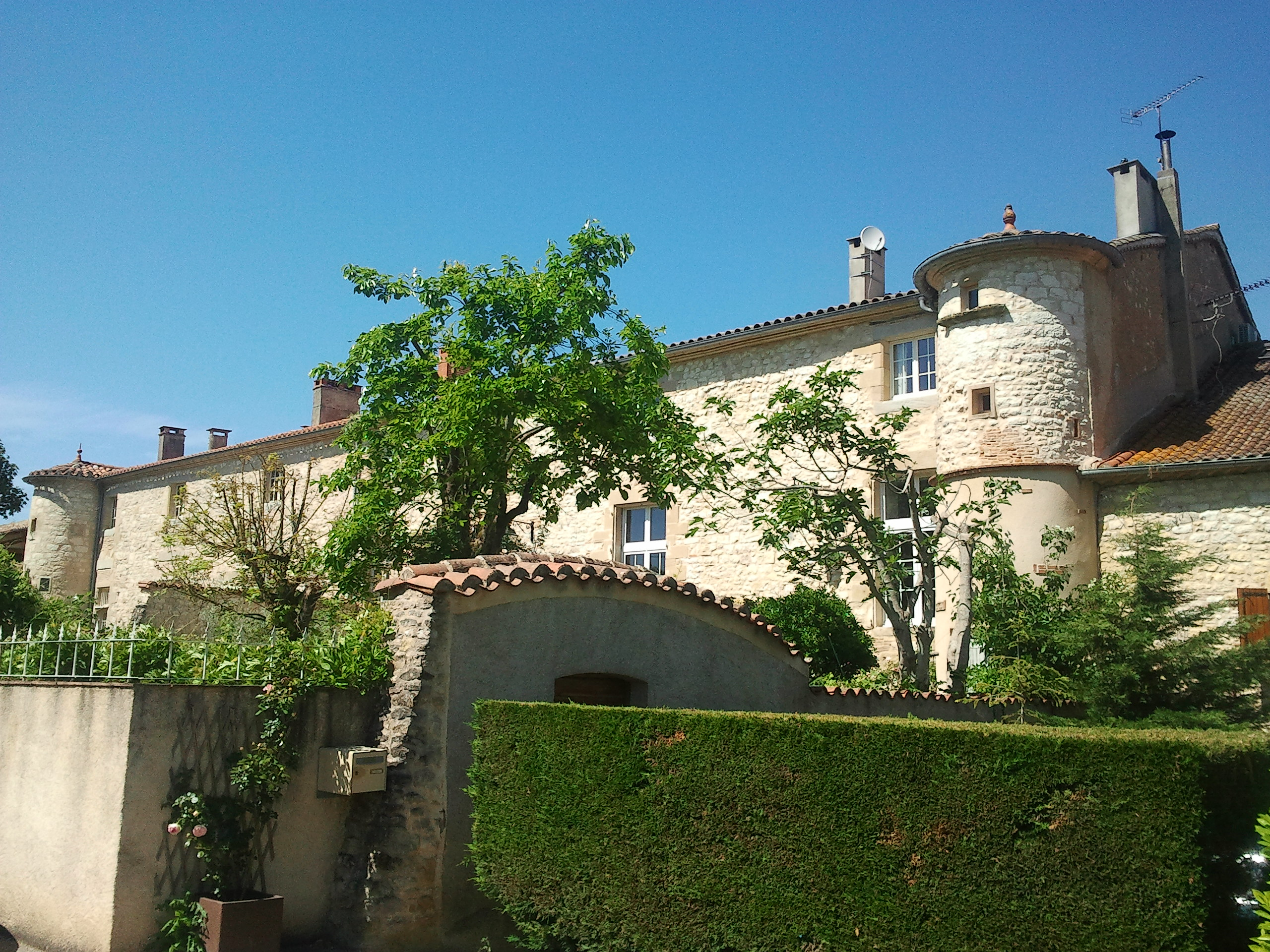
Le château.
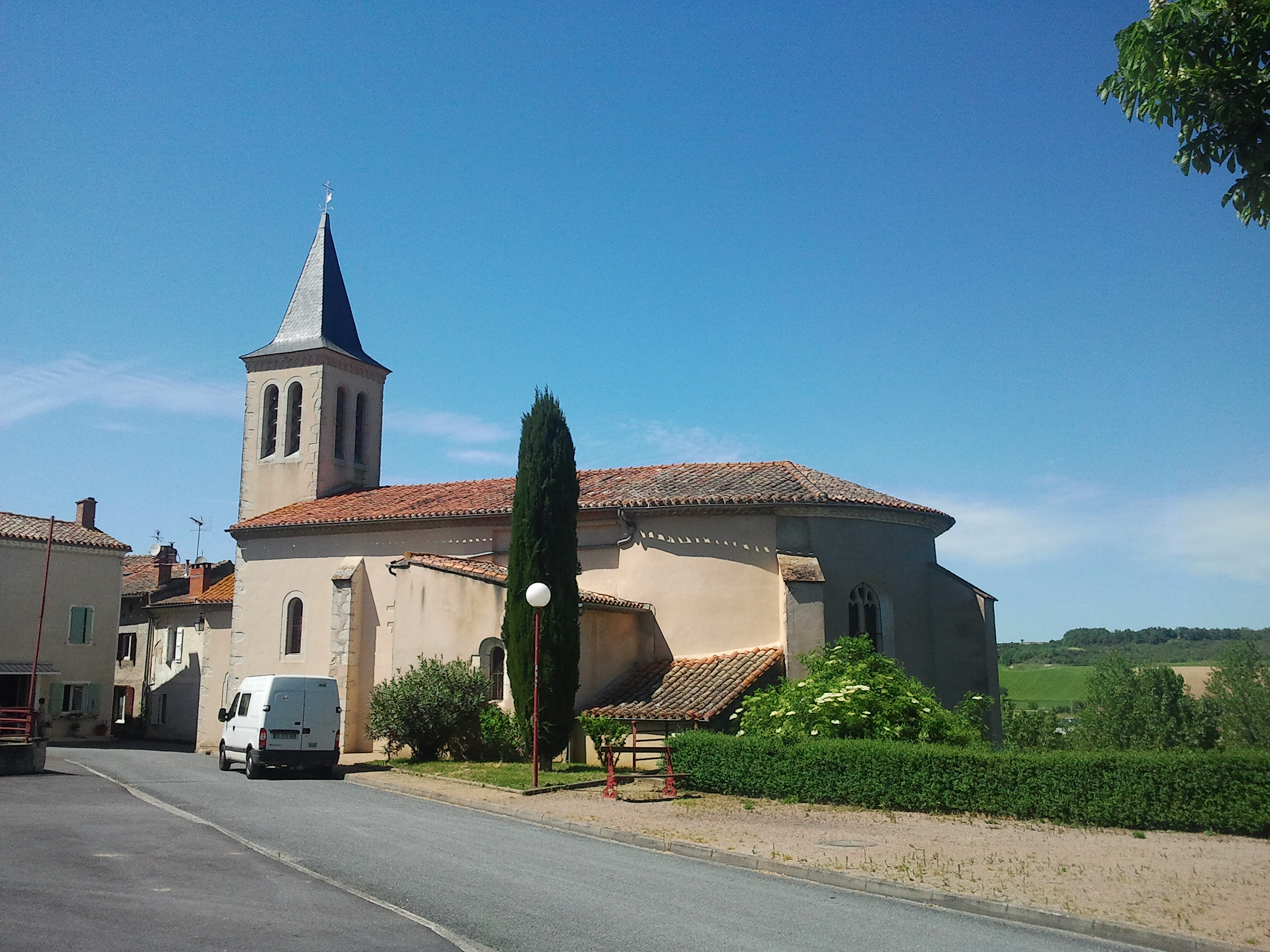
L'église.
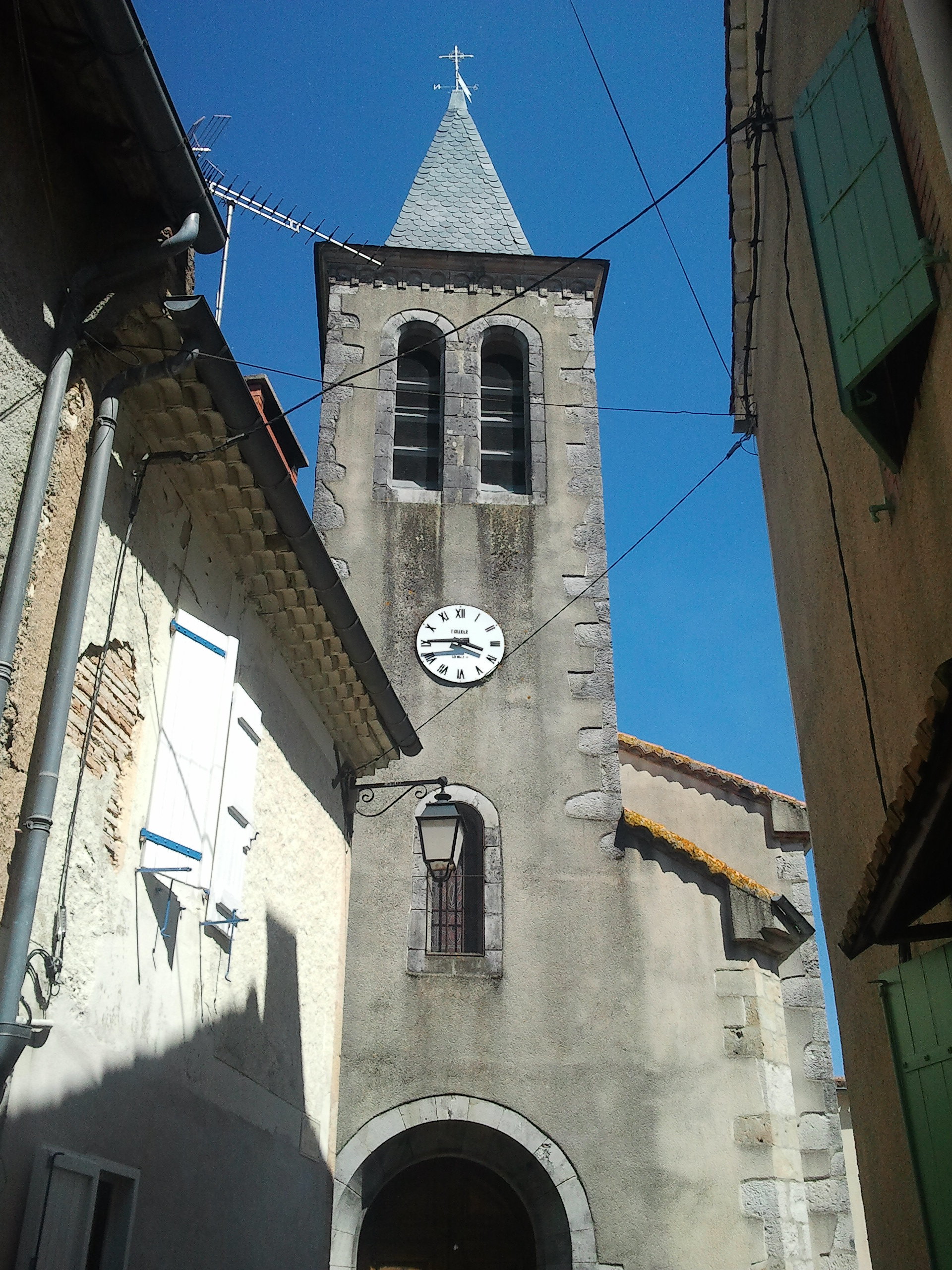
Le clocher.
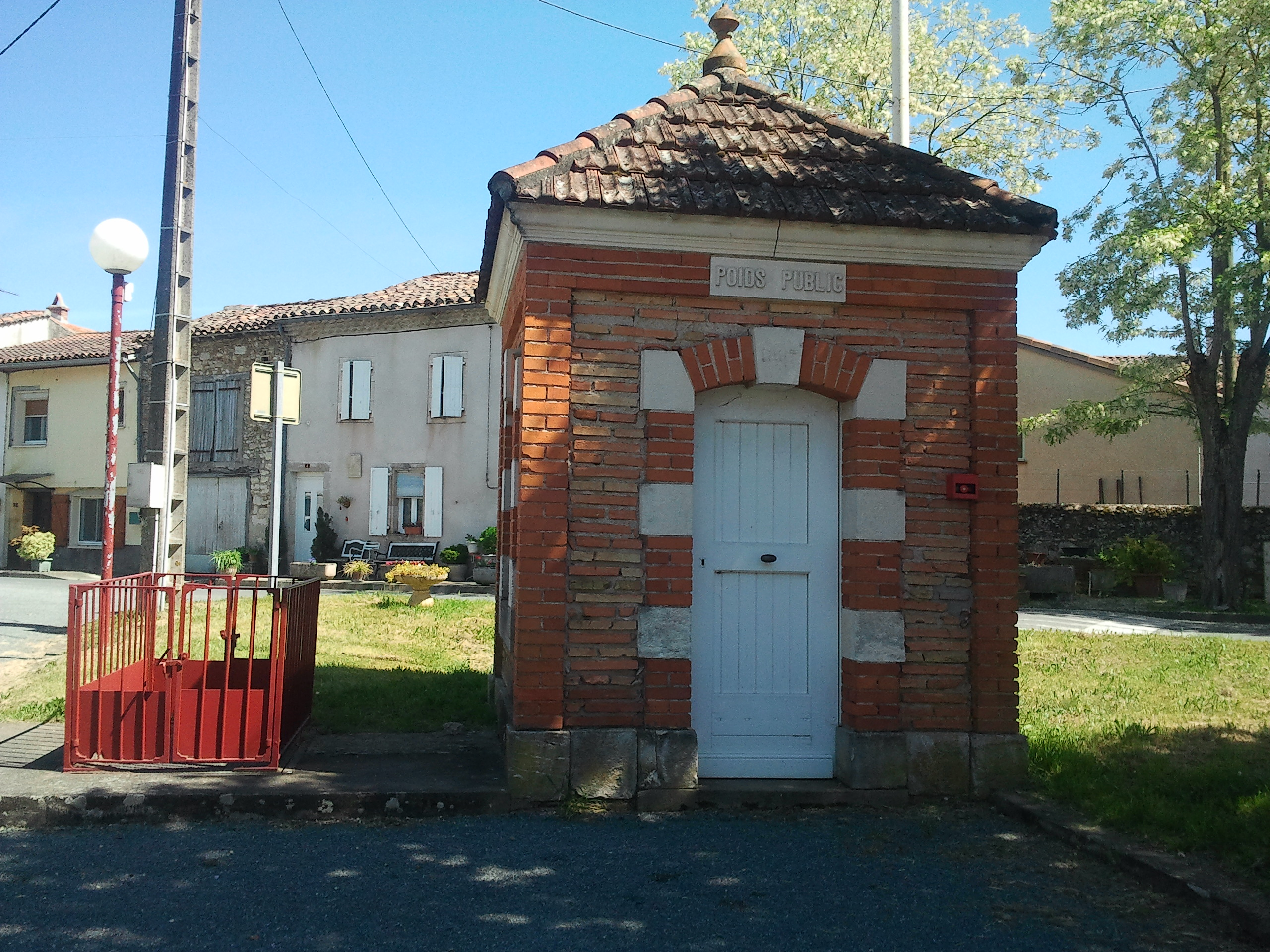
Le poids public.
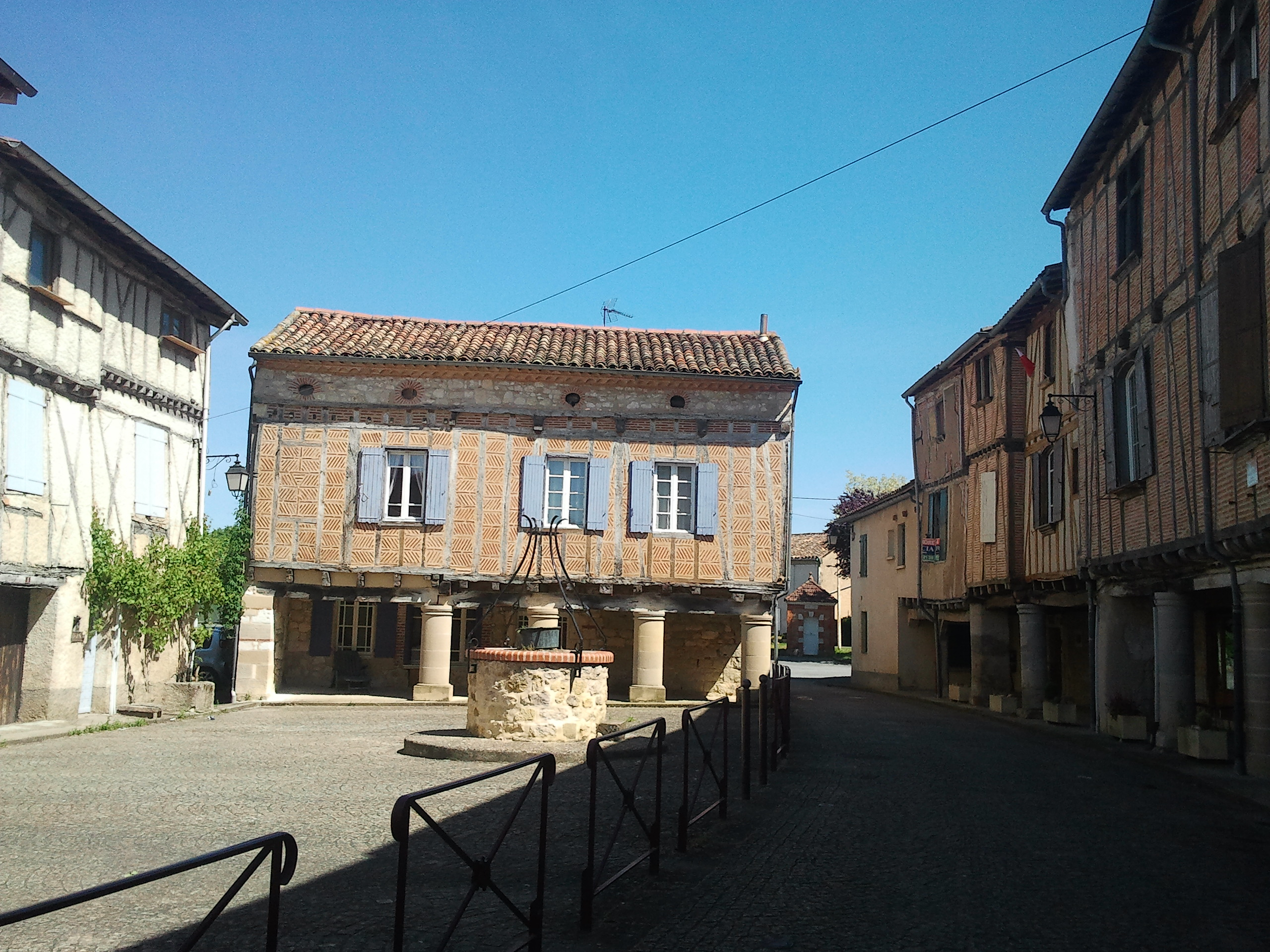
Le vieux village.
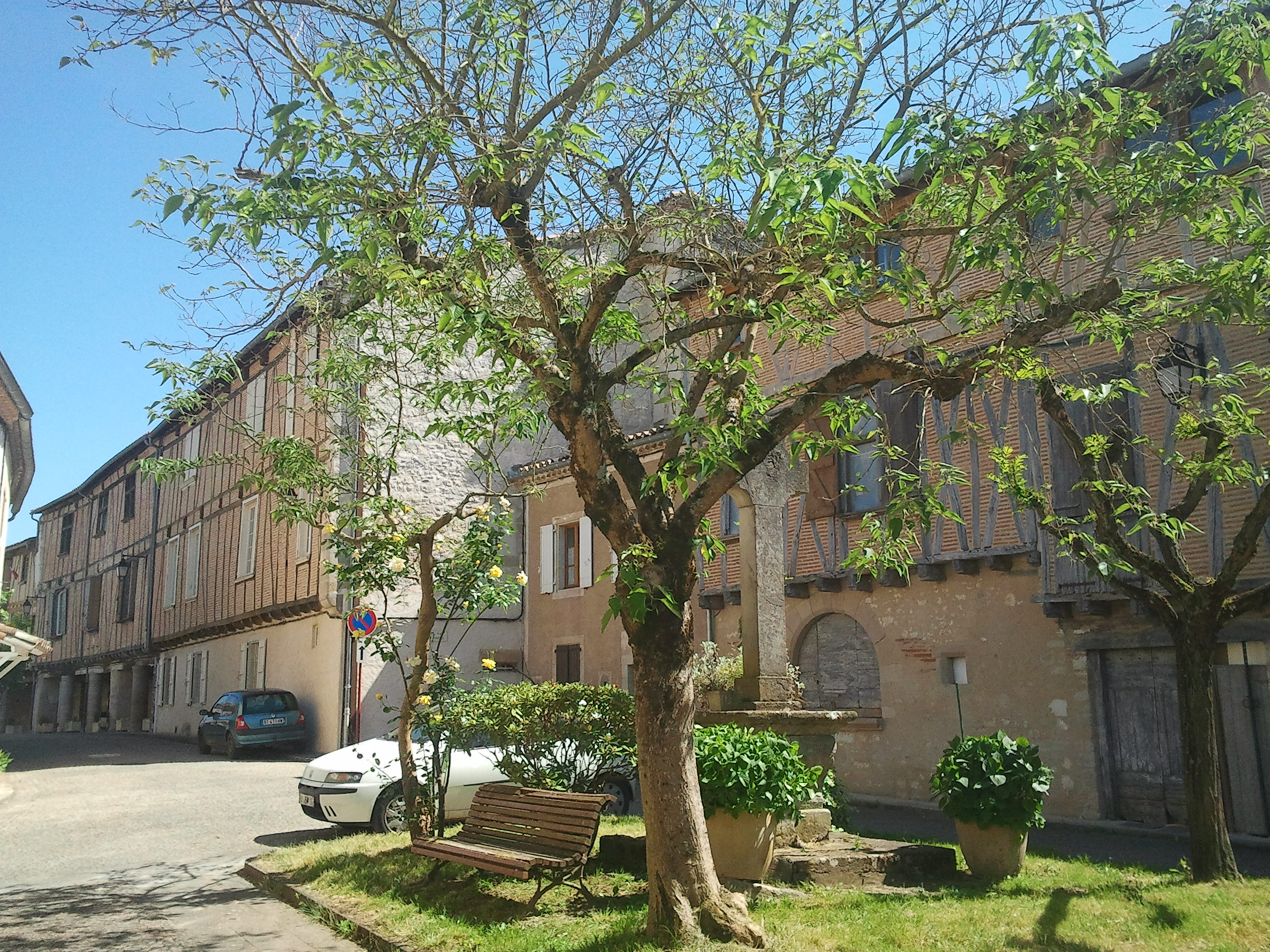
Le vieux village.
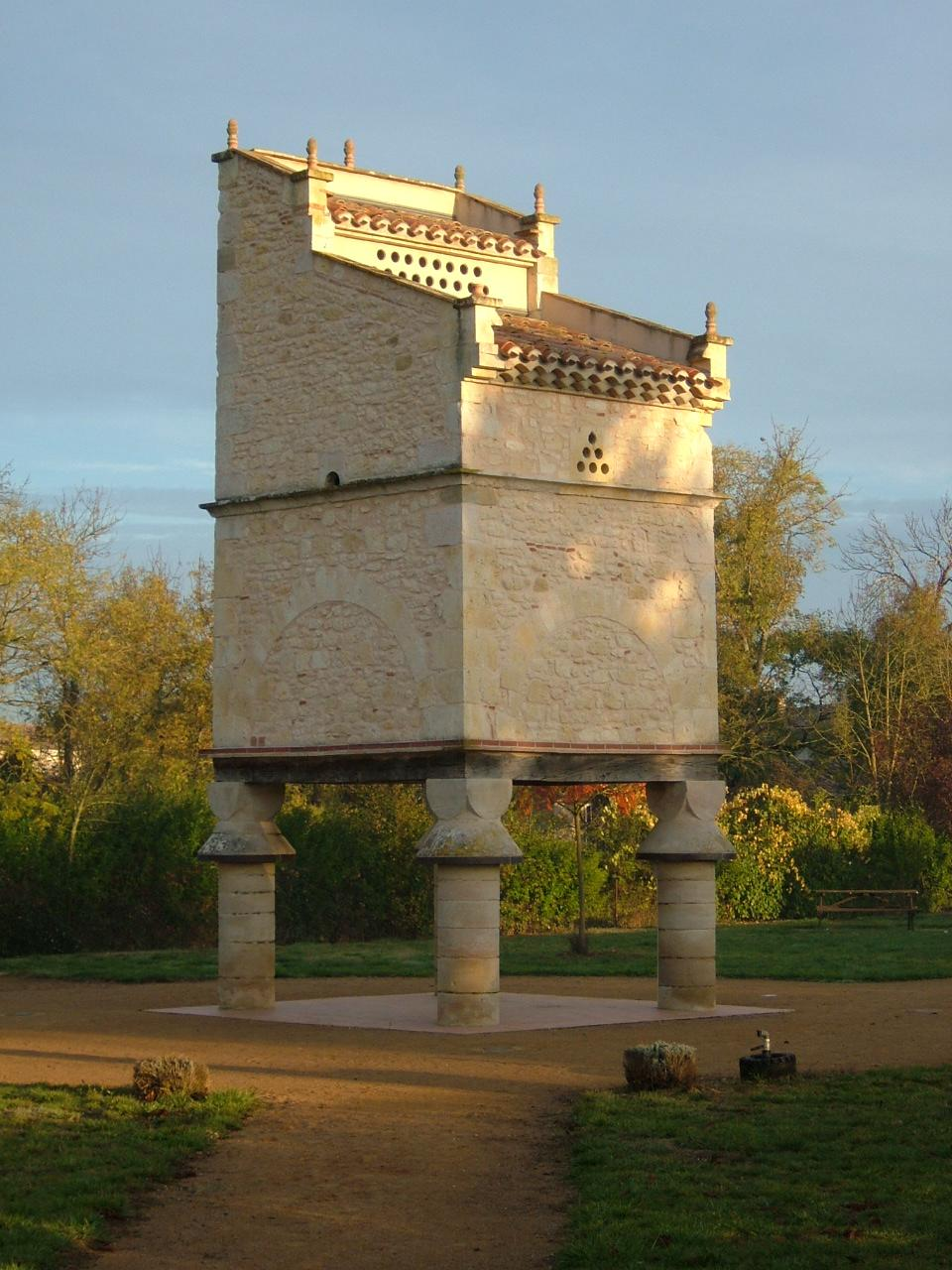
Le pigeonnier.

### Dans la littérature
C'est à Montdragon, dans une impasse fictive du village, que débutent les aventures de "Nolan Arindel", un roman jeunesse du genre fantastique, paru en 2019.

### Héraldique
| Montdragon | Son blasonnement est : D'or mantelé d'azur. |